# Çənlibel
Çənlibel (Çardaxlı fino al 1991) è un comune dell'Azerbaigian situato nel distretto di Şəmkir.